# Xã Medford, Quận Walsh, Bắc Dakota
Xã Medford (tiếng Anh: Medford Township) là một xã thuộc quận Walsh, tiểu bang Bắc Dakota, Hoa Kỳ. Năm 2010, dân số của xã này là 62 người.